# Aphaereta flavidens
Aphaereta flavidens är en stekelart som först beskrevs av Julius Theodor Christian Ratzeburg 1844.  Aphaereta flavidens ingår i släktet Aphaereta och familjen bracksteklar. Inga underarter finns listade i Catalogue of Life.